# 2016–2017-es UEFA-bajnokok ligája (egyenes kieséses szakasz)
A 2016–2017-es UEFA-bajnokok ligája egyenes kieséses szakasza 2017. február 14-én kezdődött, és június 3-án ért véget. Az egyenes kieséses szakaszban az a tizenhat csapat vett részt, amelyek a csoportkör során a saját csoportjuk első két helyének valamelyikén végeztek.

## Lebonyolítás
A döntő kivételével mindegyik mérkőzés oda-visszavágós rendszerben zajlott. A két találkozó végén az összesítésben jobbnak bizonyuló csapatok jutottak tovább a következő körbe. Ha az összesítésnél az eredmény döntetlen volt, akkor az idegenben több gólt szerző csapat jutott tovább. Amennyiben az idegenben lőtt gólok száma is azonos volt, akkor 30 perces hosszabbítást rendeztek a visszavágó rendes játékidejének lejárta után. Ha a 2x15 perces hosszabbításban gólt/gólokat szerzett mindkét együttes, és az összesített állás egyenlő volt, akkor a vendég csapat jutott tovább idegenben szerzett góllal/gólokkal. Gólnélküli hosszabbítás esetén büntetőpárbajra került sor. A döntőt egy mérkőzés keretében rendezték meg.
A nyolcaddöntők sorsolásakor figyelembe vették, hogy minden párosításnál egy csoportgyőztes és egy másik csoport csoportmásodika mérkőzzön egymással. Az egyetlen korlátozás a sorsoláskor, hogy a nyolcaddöntőkben azonos nemzetű együttesek, illetve az azonos csoportból továbbjutó csapatok nem szerepelhettek egymás ellen. A negyeddöntőktől kezdődően ez a korlátozás nem volt érvényben. A döntőt egy mérkőzés keretében rendezték meg.

## Továbbjutott csapatok
| Színmagyarázat     |
| ------------------ |
| Kiemelt csapat     |
| Nem kiemelt csapat |

| Csoport   | Csoportelső        | Csoportmásodik      |
| --------- | ------------------ | ------------------- |
| A csoport | Arsenal            | Paris Saint-Germain |
| B csoport | SSC Napoli         | Benfica             |
| C csoport | FC Barcelona       | Manchester City     |
| D csoport | Atlético de Madrid | Bayern München      |
| E csoport | AS Monaco          | Bayer Leverkusen    |
| F csoport | Borussia Dortmund  | Real Madrid         |
| G csoport | Leicester City     | FC Porto            |
| H csoport | Juventus           | Sevilla FC          |

## Nyolcaddöntők
A nyolcaddöntők sorsolását 2016. december 12-én tartották. Az első mérkőzéseket 2017. február 14. és 22. között, a visszavágókat március 7. és 15. között játsszák.
| 1. csapat           | Össz.Tooltip Aggregate score | 2. csapat          | 1. mérk. | 2. mérk. |
| ------------------- | ---------------------------- | ------------------ | -------- | -------- |
| Manchester City     | 6–6 (i.g.)                   | AS Monaco          | 5–3      | 1–3      |
| Real Madrid         | 6–2                          | SSC Napoli         | 3–1      | 3–1      |
| Benfica             | 1–4                          | Borussia Dortmund  | 1–0      | 0–4      |
| Bayern München      | 10–2                         | Arsenal            | 5–1      | 5–1      |
| FC Porto            | 0–3                          | Juventus           | 0–2      | 0–1      |
| Bayer Leverkusen    | 2–4                          | Atlético de Madrid | 2–4      | 0–0      |
| Paris Saint-Germain | 5–6                          | FC Barcelona       | 4–0      | 1–6      |
| Sevilla FC          | 2–3                          | Leicester City     | 2–1      | 0–2      |

### Mérkőzések
| 2017. február 21. 20:45 |

| Manchester City                                 | 5–3               | AS Monaco                 |
| ----------------------------------------------- | ----------------- | ------------------------- |
| Sterling 26' Agüero 58' 71' Stones 77' Sané 82' | (1–2) Jegyzőkönyv | Falcao 32' 61' Mbappé 40' |

| City of Manchester Stadion, Manchester Játékvezető: Antonio Mateu Lahoz (spanyol) |

| 2017. március 15. 20:45 |

| AS Monaco                          | 3–1               | Manchester City |
| ---------------------------------- | ----------------- | --------------- |
| Mbappé 8' Fabinho 29' Bakayoko 77' | (2–0) Jegyzőkönyv | Sané 71'        |

| II. Lajos Stadion, Monaco Játékvezető: Gianluca Rocchi (olasz) |

| 2017. február 15. 20:45 |

| Real Madrid                        | 3–1               | SSC Napoli |
| ---------------------------------- | ----------------- | ---------- |
| Benzema 18' Kroos 49' Casemiro 54' | (1–1) Jegyzőkönyv | Insigne 8' |

| Santiago Bernabéu, Madrid Játékvezető: Damir Skomina (szlovén) |

| 2017. március 7. 20:45 |

| SSC Napoli  | 1–3               | Real Madrid                |
| ----------- | ----------------- | -------------------------- |
| Mertens 24' | (1–0) Jegyzőkönyv | Ramos 51' 57' Morata 90+1' |

| San Paolo stadion, Nápoly Játékvezető: Cüneyt Çakır (török) |

| 2017. február 14. 20:45 |

| Benfica      | 1–0               | Borussia Dortmund |
| ------------ | ----------------- | ----------------- |
| Mítroglu 48' | (0–0) Jegyzőkönyv |                   |

| Estádio da Luz, Lisszabon Játékvezető: Nicola Rizzoli (olasz) |

| 2017. március 8. 20:45 |

| Borussia Dortmund                 | 4–0               | Benfica |
| --------------------------------- | ----------------- | ------- |
| Aubameyang 4' 61' 85' Pulisic 59' | (1–0) Jegyzőkönyv |         |

| Westfalenstadion, Dortmund Játékvezető: Martin Atkinson (angol) |

| 2017. február 15. 20:45 |

| Bayern München                                       | 5–1               | Arsenal     |
| ---------------------------------------------------- | ----------------- | ----------- |
| Robben 11' Lewandowski 53' Thiago 56' 63' Müller 88' | (1–1) Jegyzőkönyv | Sánchez 30' |

| Allianz Arena, München Játékvezető: Milorad Mažić (szerb) |

| 2017. március 7. 20:45 |

| Arsenal     | 1–5               | Bayern München                                                        |
| ----------- | ----------------- | --------------------------------------------------------------------- |
| Walcott 20' | (1–0) Jegyzőkönyv | Lewandowski 55' (11-esből) Robben 68' Douglas Costa 78' Vidal 80' 85' |

| Emirates Stadion, London Játékvezető: Anasztásziosz Szidirópulosz (görög) |

| 2017. február 22. 20:45 |

| FC Porto | 0–2               | Juventus                 |
| -------- | ----------------- | ------------------------ |
|          | (0–0) Jegyzőkönyv | Pjaca 72' Dani Alves 74' |

| Estádio do Dragão, Porto Játékvezető: Felix Brych (német) |

| 2017. március 14. 20:45 |

| Juventus              | 1–0               | FC Porto |
| --------------------- | ----------------- | -------- |
| Dybala 42' (11-esből) | (1–0) Jegyzőkönyv |          |

| Juventus Stadion, Torino Játékvezető: Ovidiu Hațegan (román) |

| 2017. február 21. 20:45 |

| Bayer Leverkusen                | 2–4               | Atlético de Madrid                                       |
| ------------------------------- | ----------------- | -------------------------------------------------------- |
| Bellarabi 48' Savić 68' (öngól) | (0–2) Jegyzőkönyv | Saúl 17' Griezmann 25' Gameiro 59' (11-esből) Torres 86' |

| BayArena, Leverkusen Játékvezető: William Collum (skót) |

| 2017. március 15. 20:45 |

| Atlético de Madrid | 0–0         | Bayer Leverkusen |
| ------------------ | ----------- | ---------------- |
|                    | Jegyzőkönyv |                  |

| Vicente Calderón Stadion, Madrid Játékvezető: Szergej Karaszjov (orosz) |

| 2017. február 14. 20:45 |

| Paris Saint-Germain                     | 4–0               | FC Barcelona |
| --------------------------------------- | ----------------- | ------------ |
| Di María 18' 55' Draxler 40' Cavani 72' | (2–0) Jegyzőkönyv |              |

| Parc des Princes, Párizs Játékvezető: Szymon Marciniak (lengyel) |

| 2017. március 8. 20:45 |

| FC Barcelona                                                                                 | 6–1               | Paris Saint-Germain |
| -------------------------------------------------------------------------------------------- | ----------------- | ------------------- |
| Suárez 3' Kurzawa 40' (öngól) Messi 50' (11-esből) Neymar 88' 90+1' (11-esből) Roberto 90+5' | (2–0) Jegyzőkönyv | Cavani 62'          |

| Camp Nou, Barcelona Játékvezető: Deniz Aytekin (német) |

| 2017. február 22. 20:45 |

| Sevilla FC             | 2–1               | Leicester City |
| ---------------------- | ----------------- | -------------- |
| Sarabia 25' Correa 62' | (1–0) Jegyzőkönyv | Vardy 73'      |

| Estadio Ramón Sánchez Pizjuán, Sevilla Játékvezető: Clément Turpin (francia) |

| 2017. március 14. 20:45 |

| Leicester City            | 2–0               | Sevilla FC |
| ------------------------- | ----------------- | ---------- |
| Morgan 27' Albrighton 54' | (1–0) Jegyzőkönyv |            |

| King Power Stadium, Leicester Játékvezető: Daniele Orsato (olasz) |

## Negyeddöntők
A negyeddöntők sorsolását 2017. március 17-én tartották. Az első mérkőzéseket 2017. április 11-én és 12-én, a visszavágókat április 18-án és 19-én játszották.
| 1. csapat          | Össz.Tooltip Aggregate score | 2. csapat      | 1. mérk. | 2. mérk.   |
| ------------------ | ---------------------------- | -------------- | -------- | ---------- |
| Atlético de Madrid | 2–1                          | Leicester City | 1–0      | 1–1        |
| Borussia Dortmund  | 3–6                          | AS Monaco      | 2–3      | 1–3        |
| Bayern München     | 3–6                          | Real Madrid    | 1–2      | 2–4 (h.u.) |
| Juventus           | 3–0                          | FC Barcelona   | 3–0      | 0–0        |

### Mérkőzések
| 2017. április 12. 20:45 |

| Atlético de Madrid       | 1–0               | Leicester City |
| ------------------------ | ----------------- | -------------- |
| Griezmann 28' (11-esből) | (1–0) Jegyzőkönyv |                |

| Vicente Calderón Stadion, Madrid Játékvezető: Jonas Eriksson (svéd) |

| 2017. április 18. 20:45 |

| Leicester City | 1–1               | Atlético de Madrid |
| -------------- | ----------------- | ------------------ |
| Vardy 61'      | (0–1) Jegyzőkönyv | Saúl 26'           |

| King Power Stadium, Leicester Játékvezető: Gianluca Rocchi (olasz) |

| 2017. április 12. 18:45 |

| Borussia Dortmund      | 2–3               | AS Monaco                         |
| ---------------------- | ----------------- | --------------------------------- |
| Dembélé 57' Kagava 84' | (0–2) Jegyzőkönyv | Mbappé 19' 79' Bender 35' (öngól) |

| Westfalenstadion, Dortmund Játékvezető: Daniele Orsato (olasz) |

| 2017. április 19. 20:45 |

| AS Monaco                        | 3–1               | Borussia Dortmund |
| -------------------------------- | ----------------- | ----------------- |
| Mbappé 3' Falcao 17' Germain 81' | (2–0) Jegyzőkönyv | Reus 48'          |

| II. Lajos Stadion, Monaco Játékvezető: Damir Skomina (szlovén) |

| 2017. április 12. 20:45 |

| Bayern München | 1–2               | Real Madrid     |
| -------------- | ----------------- | --------------- |
| Vidal 25'      | (1–0) Jegyzőkönyv | Ronaldo 47' 77' |

| Allianz Arena, München Játékvezető: Nicola Rizzoli (olasz) |

| 2017. április 18. 20:45 |

| Real Madrid                        | 4–2 (h. u.)                 | Bayern München                               |
| ---------------------------------- | --------------------------- | -------------------------------------------- |
| Ronaldo 76' 105' 110' Asensio 112' | (0–0, 1–2, 2–2) Jegyzőkönyv | Lewandowski 53' (11-esből) Ramos 78' (öngól) |

| Santiago Bernabéu, Madrid Játékvezető: Kassai Viktor (magyar) |

| 2017. április 11. 20:45 |

| Juventus                    | 3–0               | FC Barcelona |
| --------------------------- | ----------------- | ------------ |
| Dybala 7' 22' Chiellini 55' | (2–0) Jegyzőkönyv |              |

| Juventus Stadion, Torino Játékvezető: Szymon Marciniak (lengyel) |

| 2017. április 19. 20:45 |

| FC Barcelona | 0–0         | Juventus |
| ------------ | ----------- | -------- |
|              | Jegyzőkönyv |          |

| Camp Nou, Barcelona Játékvezető: Björn Kuipers (holland) |

1. ↑  A Borussia Dortmund – AS Monaco mérkőzést eredetileg 2017. április 11-én 20:45-től játszották volna, de elhalasztották a Dortmund buszának közelében történt robbanás miatt.[1]

## Elődöntők
Az elődöntők sorsolását 2017. április 21-én tartották. Az első mérkőzéseket 2017. május 2-án és 3-án, a visszavágókat május 9-én és 10-én játszották.
| 1. csapat   | Össz.Tooltip Aggregate score | 2. csapat          | 1. mérk. | 2. mérk. |
| ----------- | ---------------------------- | ------------------ | -------- | -------- |
| Real Madrid | 4–2                          | Atlético de Madrid | 3–0      | 1–2      |
| AS Monaco   | 1–4                          | Juventus           | 0–2      | 1–2      |

### Mérkőzések
| 2017. május 2. 20:45 |

| Real Madrid         | 3–0               | Atlético de Madrid |
| ------------------- | ----------------- | ------------------ |
| Ronaldo 10' 73' 86' | (1–0) Jegyzőkönyv |                    |

| Santiago Bernabéu, Madrid Játékvezető: Martin Atkinson (angol) |

| 2017. május 10. 20:45 |

| Atlético de Madrid                | 2–1               | Real Madrid |
| --------------------------------- | ----------------- | ----------- |
| Saúl 12' Griezmann 16' (11-esből) | (2–1) Jegyzőkönyv | Isco 42'    |

| Vicente Calderón Stadion, Madrid Játékvezető: Cüneyt Çakır (török) |

| 2017. május 3. 20:45 |

| AS Monaco | 0–2               | Juventus        |
| --------- | ----------------- | --------------- |
|           | (0–1) Jegyzőkönyv | Higuaín 29' 59' |

| II. Lajos Stadion, Monaco Játékvezető: Antonio Mateu Lahoz (spanyol) |

| 2017. május 9. 20:45 |

| Juventus                     | 2–1               | AS Monaco  |
| ---------------------------- | ----------------- | ---------- |
| Mandžukić 33' Dani Alves 44' | (2–0) Jegyzőkönyv | Mbappé 69' |

| Juventus Stadion, Torino Játékvezető: Björn Kuipers (holland) |

## Döntő
| 2017. június 3. 20:45 (CEST) |

| Juventus      | 1–4               | Real Madrid                              |
| ------------- | ----------------- | ---------------------------------------- |
| Mandžukić 27' | (1–1) Jegyzőkönyv | Ronaldo 20' 64' Casemiro 61' Asensio 90' |

| Millennium Stadion, Cardiff Nézőszám: 65 842 Játékvezető: Felix Brych (német) |